# Knut Jenssen
Knut Jenssen (26 luglio 1945) è un ex calciatore norvegese, di ruolo centrocampista.

## Carriera

### Club
Jenssen giocò per il Rosenborg dal 1965 al 1972, collezionando 122 presenze e 3 reti in incontri ufficiali. In squadra, vinse tre campionati (1967, 1969 e 1971) e due edizioni del Norgesmesterskapet (1964 e 1971).

## Palmarès

### Club

#### Competizioni nazionali
- Campionato norvegese: 3

Rosenborg: 1967, 1969, 1971
- Coppa di Norvegia: 2

Rosenborg: 1964, 1971